# Ошкинток

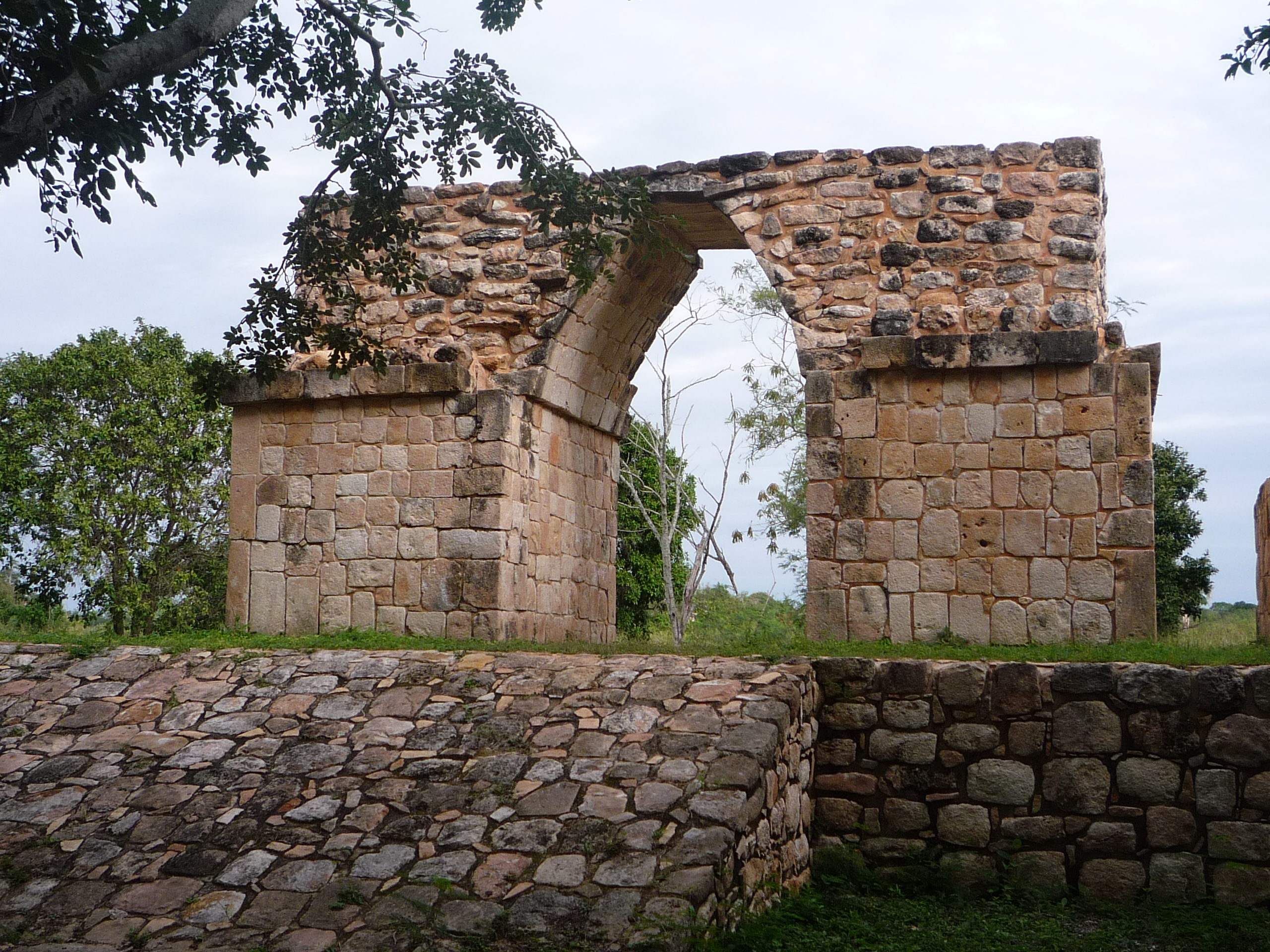
Ошкинток. Арка

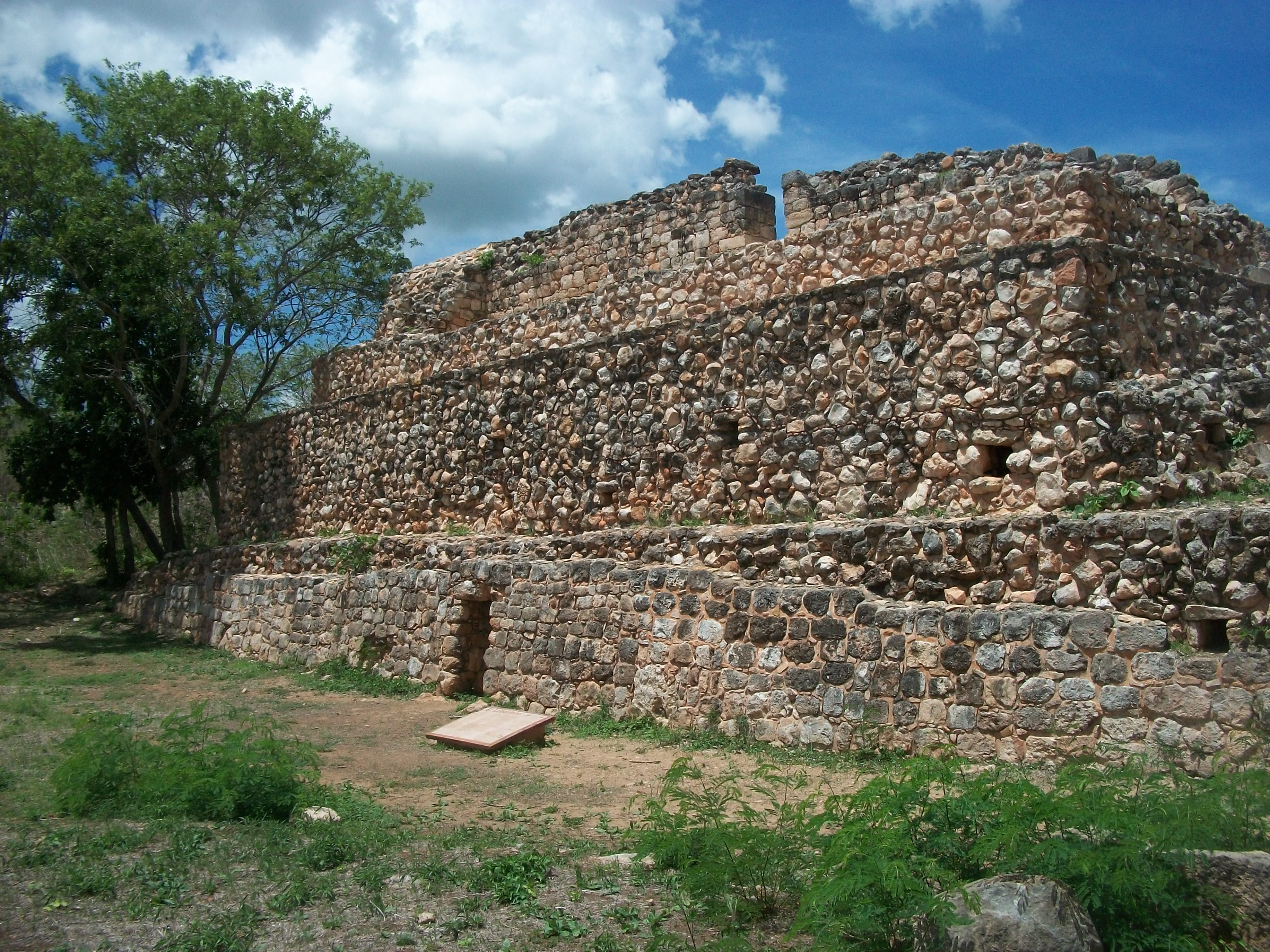
Сатунсат или лабиринт Ошкинтока

Ошкинток, Oxkintok — археологический памятник культуры майя на территории современного муниципалитета Машкану в Мексике. Название на языке майя означает «камень трёх солнц» (ox: три, kin: солнце, tok: камень). Находится в 70 км от города Мерида в штате Юкатан. До руин можно добраться по федеральному шоссе 180, ведущему в Кампече.
По сравнению с рядом других известных памятников майя, Ошкинток, расположенный в тихой местности, редко посещается туристами.
В городе обнаружены календарные надписи с датами 475 и 487 гг. н. э., каменные антропоморфные колонны.
В отреставрированной пирамиде имеются настенные росписи и украшения, которые позднее были дополнены дополнительными блоками.
В рамках Проекта Ошкинток Археологической миссии Испании в Мексике в северной части полуострова Юкатан в ходе 4 полевых сезонов с 1986 по 1989 годы раскопки города проводил испанский археолог Мигель Ривера Дорадо. И хотя раскопки были сосредоточены в юго-западной части города, по его мнению выявленные закономерности были типичны для всего городища.

## Сфера влияния
Сам город был основан пришедшими с юга жителями бассейна реки Усумасинта и Петена, а сам город долгое время находился в сильной зависимости от южных соседей.
По данным Мигеля Ривера Дорадо, в конце V в. Ошкинток был центром независимого государственного образования, границы которого можно определить по распространению архитектурного стиля Ранний Ошкинток: области в западном Пууке с Бакной на юге, Аканмулем на западе и Ш-Кукиканом на востоке (также он допускает вероятность того, что Сихо, Йашкопоиль и Кабах тоже входили в государство Ошкинтока). Ошкинток контролировал путь из региона Пуук в Кампече (находясь на месте поворота прибрежной дороги на восток к портам на равнинах северного Юкатана) и по данным Мигеля Ривера Дорадо занимал земли, напоминающие по форме бумеранг с одним острием в Кампече и другом около Щ-Кукикана. На юге владения Ошкинтока доходили до Ах-Кин-Пече, гранича тем самым с владениями Эциа. К северу от города пирамида группы Энциль контролировало тропу от Ах-Кин-Печем и до Тихо, по которой уже в испанский период была проложена старая Королевская дорога.
Государство Ошкинтока достигло вершины своего расцвета между V н VII веками благодаря упадку Теотиуаканской империи и более древних городов Петена.
С конца VII века в региона снова усиливается влияние более южных городов майя (но в этом раз в большей степени из бассейна реки Усумасинты, а не центрального Петена).
После первой половины IX века начинается новое возвышение Ошкинтока. Доказательством данного возвышение является постройка стелы № 3 около 849 года, стел № 9, 18, 21, 23 и 26, а также построенных в то время зданий в стиле классического Пуука после полного отсутствия надписей в первой половине IX века. Однако второе возвышение Ошкинтока было быстро прервано появлением новых более сильных центров политической власти в районе Северного Юкатана.
Некоторое время Ошкинток находился в союзе с Ушмалем (с которым был соединен дорогой сакбе), однако занимал в этом союзе второстепенную роль. В конце IX или начале X века Ошкинтоком овладели чужеземные захватчики (которым приписывают изготовление антропоморфных колонн западного фасада здания GA-7), что ознаменовало собой начало упадка города. С XI века в Ошкинтоке прекращается активное строительство, там остается только эпизодическое население, которое либо ремонтировало существующие здания, либо возводило свои грубые и примитивные жилища. Эти жители совершали ритуальные подношения курильниц в зданиях СА-6 и МА-1, а также продолжили региональный стиль Ошкинтока в изготовлении гончарных изделий. С возвышением Чичен-йца и Майяпана политическое образование Ошкинтока окончательно прекращает свое существование.

## Архитектурные группы
Ошкинток представляет собой пример взаимосвязи культурных трансформаций, архитектурных изменений, эволюции характера власти и смены религиозных парадигм. По предположению Мигеля Ривера Дорадо, здания должны были символически отразить место предков в космологическом порядке мироздания как относительно небесной сферы, так и подземного мира.
В юго-западной части города выделяют три группы архитектурных комплексов (группу Май, группу Циб и группу Ах-Кануль) и отдельно стоящее здание Сатунсат. По мнению Мигеля Ривера Дорадо, если указанными архитектурными комплексами владели отдельные родственные группы (которым в свою очередь подчинялись определенные сельские районы за пределами города), то Сатунсат (другие названия Laberinto, Tza Tun Tzat, Satunsat, в переводе с майянского место, где можно заблудиться) служил для легитимизации власти всех правителей города (и государственного образования Ошкинтока в целом) и поэтому стоял отдельно, не входя ни в один из комплексов. Группы Циб и Ах-Кануль соединяла классическая для древних майя мощеная дорога сакбе, к которой в свою очередь сбоку примыкала дорога от группы Май (имевшая, по его мнению, куда меньше влияния в политической жизни по сравнению с двумя другими комплексами). Кроме мощенных дорог еще одним доказательством связи комплексов является присутствие уникального иероглифа-обозначения Ошкинтока во всех трех комплексах, а также именного иероглифа одного из царей на панели дворца Ч’ич и на ступенях монументальной лестницы группы Циб.
По мнению Мигеля Ривера Дорадо, каждое архитектурное здание играло свою собственную роль в религиозной и неразрывно связанной с ней административной системой: здания на востоке ассоциировались с Солнцем, а через нее с высшей царской властью, божествами силы и войны, а также связями с предками; а находящиеся на западе здания были посвящены процедурам инициации и похорон через связь с поклонением Луны и Венеры.
В группах Ах-Кануль и Май представлена типичная для городов майя схема под названием «площадь предков», когда с юга от площади находятся храмы пирамидального типа, а с севера дворцы правящих царей. Группа Циб отходит от данной схемы и имеет более сложное деление в виде четырех площадей по каждой из сторон света. При этом храмовая пирамида расположена на юго-западной площади, а место для игры в мяч на северо-восточной площади (в связи с этим Мигель Ривера Дорадо напоминает, что юг и запад ассоциировался у древних майя с нижним миром и смертью, а север и восток с рождением, обновлением, плодородием и жизнью). Мигель Ривера Дорадо высказывает предположение, что усложненная странная конфигурация группы Циб связана с более ранней постройкой храмовой пирамиды по сравнению с площадкой для игры в мяч, а также тем, что древние майя старались не разрушать существующие священные постройки, а расширять и перестраивать их.

### Период становления
Самые ранние находки обломков керамических изделий в археологическом горизонте Чиканель датируются поздним периодом становления. В период становления первых веков н. э. были сооружены большие платформы (основа указанных выше архитектурных комплексов) площадью до 2 тысяч квадратных метров, на которых по предположению археологов располагались не дошедшие до наших дней деревянные здания. Сооружение данных зданий было предназначено для социальной консолидации местных групп населения путем почитания своих предков посредством всеобщих церемоний.

### Ранний классический период
Между III и IV веками в Ошкинтоке были построены здания МА-7, МА-1суб, СА-3 и SA-1.
Здания группы М окаймляли небольшую площадь и образовывали единый архитектурный ансамбль для проведения религиозных церемоний. Здание МА-7 представляло собой небольшую платформу с южной стороны площади, которая имела два яруса и закругленные края. По мнению Мигеля Ривера Дорадо на платформе в древности располагалось святилище, однако до наших дней оно не уцелело. Второе здание МА-1суб (дворец из двух этажей) располагалось с северного края площади. На первом этаже шло 5 продольных коридоров по оси восток-запад, а на верхнем этаже два поперечных и два продольных коридора (которые выходили наружу через специальные проемы на западе и востоке). С южной стороны площади находилось еще одно здание МА-5. Мигель Ривера Дорадо считает, что разрушенное святилище с лестницей и фасадом на север было храмом для поклонения предкам, двухэтажное здание с фасадом на юг использовалась для инициации и очищения, а третье сооружение выполняло функцию временного жительства жрецов.
Сатунсат (SA-1) — наполовину надземное, наполовину подземное здание, состоящее из 3 этажей, в которых узкие комнаты и галереи с неровными очертаниями стен, пола и потолка образуют сложный лабиринт как символ природной пещеры. По мнению Мигеля Ривера Дорадо, изначально данное здание необычного для майя лабиринтового типа использовалось для инициации высших должностных лиц майя, которые в темных переходах должны были приобщиться к сакральной силе предков (а сам полутемный лабиринт символизировал подземный мир, мифологически связанный с зарождением мира майя). Этажи Сатунсата символизировали уровни мира мая: самый нижний этаж был вырублен в скале и своими неровными стенами, резкими поворотами и колебаниями поверхности пола и царившим в нем сумраком символизировал нижний мир, откуда символически умерший посвященный должен был подняться наверх к солнечному свету, тем самым воскресая для мира живых (при этом посвященный проходил путь солнца, которое каждый вечер спускается в подземный мир и каждое утро возвращается в мир живых). Данный символический эффект был усилен прорубленным в потолке люком, откуда в подземные этажи спускался конус солнечного света.
Здание СА-3 относится археологами к группе Ах-Кануль и имеет внутри два коридора с ориентацией восток-запад.

### Средний классический период
в середине VI в. началась активная реконструкция и перестройка всех комплексов Ошкинтока. Часть комплексов расширялась, часть комплексов меняла внутреннюю схему, а часть сносилась. Однако общей тенденцией в тот период было увеличение длины и площади сооружений, расширение внутреннего пространства и использование более совершенных методов каменной кладки. Мигель Ривера Дорадо называет данный архитектурный стиль Прото-Пууком, в котором соединились традиции раннего Ошкинтока и классического (зрелого) Пуука.
В группе Май дворец МА-1суб был расширен и перестроен в огромный храм-пирамиду под названием МА-1 с увеличением площади базовой платформы Май.
Например, в VI в. н. э. произошла кардинальная перестройка Сатунсата в виде захоронение вождя на нижнем этаже с уменьшением общей площади внутренних помещений. В захоронении был помещен царь города ориентировочно начала VI века н. э., на нем нашли маску из нефритовой мозаики и три каменных топора на поясе (по одном версии, погребение было аналогом захоронения Пакаля в Паленке, нефритовая маска символизировала иероглиф «господин», а скипетр был знаком бога Кауила, тем самым правитель отождествлял себя с данным богом и посредством его скипетра сохранял за собой статус божества в загробном мире и право своих божественных потомков на власть; по другой версии каменные топоры являются стилизованными символами снопов кукурузы, которые являлись главным источником пищи для древних майя и поэтому символизировали древо жизни или ось мира, а сам правитель в роли мирового древа выступал как хранитель мирового порядка). Одновременно была заблокирована лестница с северной стороны на третий этаж, изменена окраска восточного, восточного, северного и южного фасада, а также возведена лестница с восточной стороны. По мнению Мигеля Ривера Дорадо, это означало превращение полуподземного дворца лабиринтового типа в обычный дворец с захоронением, что было связано с усилением роли вождей (которым для легитимизации власти теперь требовалось не получение сакральных знаний, а наличие предков королевского рода). Однако на западной стороне здания сохранилось девять отверстий, которые жрецы майя использовали для наблюдения за солнцем с целью установления точных дат равноденствия (с которыми были связаны циклы сельскохозяйственных работ в целом, и дата посадки маиса в частности). Однако смена сезонов года для старта аграрной деятельности преподносилась не как климатическое событие, а как доказательство божественной силы правителей города.
Отказ от сооружения новых зданий лабиринтового типа вместе с перестройкой уже существующего Сатунсата означал кардинальную смену системы власти: если в предшествующий период для получения власти вожди были обязаны приобщиться к сакральному знанию через специальные обряды инициации, то теперь власть передавалась по принципу наследования, а ритуалы свелись только к церемониям почитания предков.
В группе Ах-Кануль были возведены здания СА-5 и СА-6. Для обоснования преемственности с прошлыми эпохами в дверях зданий поместили резные притолочные изображения, изготовление в более ранний период. На фасаде храма СА-5 был изображён бог Солнца Ах-Кин (более позднее название Кинич-Ахав), который символизировал абсолютную власть нового типа вождей.

### Поздний классический период
В поздний классический период в Ошкинтоке развивается архитектурный стиль Зрелый Пуук, в рамках которого было возведено два здания: МА-6 в группе Май и СА-7 (другое название дворец Ч’ич) из группы Ах-Кануль.
Дворец МА-6 являлся результатом расширения на восток с VII века н. э. архитектурной группы Май. В его дворе было обнаружено большое количество складов и жилищ. И хотя на основном здании группы МА-1 не обнаружено следов реконструкции, в археологическом горизонте Кехпеч найдено большое количество обломков керамической посуды указанного периода, что говорит об активном использовании архитектурной группы Май в течение тысячи лет.
СА-7 представляет собой дворец самый роскошный из до сих пор найденных в Ошкинтоке дворцов, имеет длину в 30 метров, ширину в 11 метров, внутреннее пространство представлено 11 комнатами, соединенных тремя продольными галереями (по оси север — юг) и двух поперечными галереями (по оси запад — восток). Каменная мозаика и четыре антропоморфные колонны западного фасада дворца изготовлены позже восточного фасада и представляют собой переходный архитектурный стиль между Ранним Пууком и Пууком Классическим.
В поздний классический период характерные для периода до VIII века более-менее равные взаимоотношения между родами, занимающими указанные архитектурные группы, после 750 года сменяются отношениями иерархии и подчинения, при которых власть в городе переходит к роду Ах-Кануль. По мнению Мигеля Ривера Дорадо, на это указывает самое большое количество храмов-пирамид, самая роскошная отделка, самое большое количество стел и резных притолок, самые длинные надписи иероглифами, а также изображения богов Солнца и Луны в архитектурном комплексе Ах-Кануль.